# Nomos: Kwartalnik Religioznawczy
Nomos: Kwartalnik Religioznawczy – kwartalnik ukazujący się w Krakowie od 1992 roku. Redaktorem naczelnym jest Włodzimierz Pawluczuk. Poszczególne numery pisma są tematyczne. Periodyk publikuje artykuły dotyczące historii kościoła, teologii, religii. 